# Stadtpfarrkirche St. Nikolaus (Zwiesel)

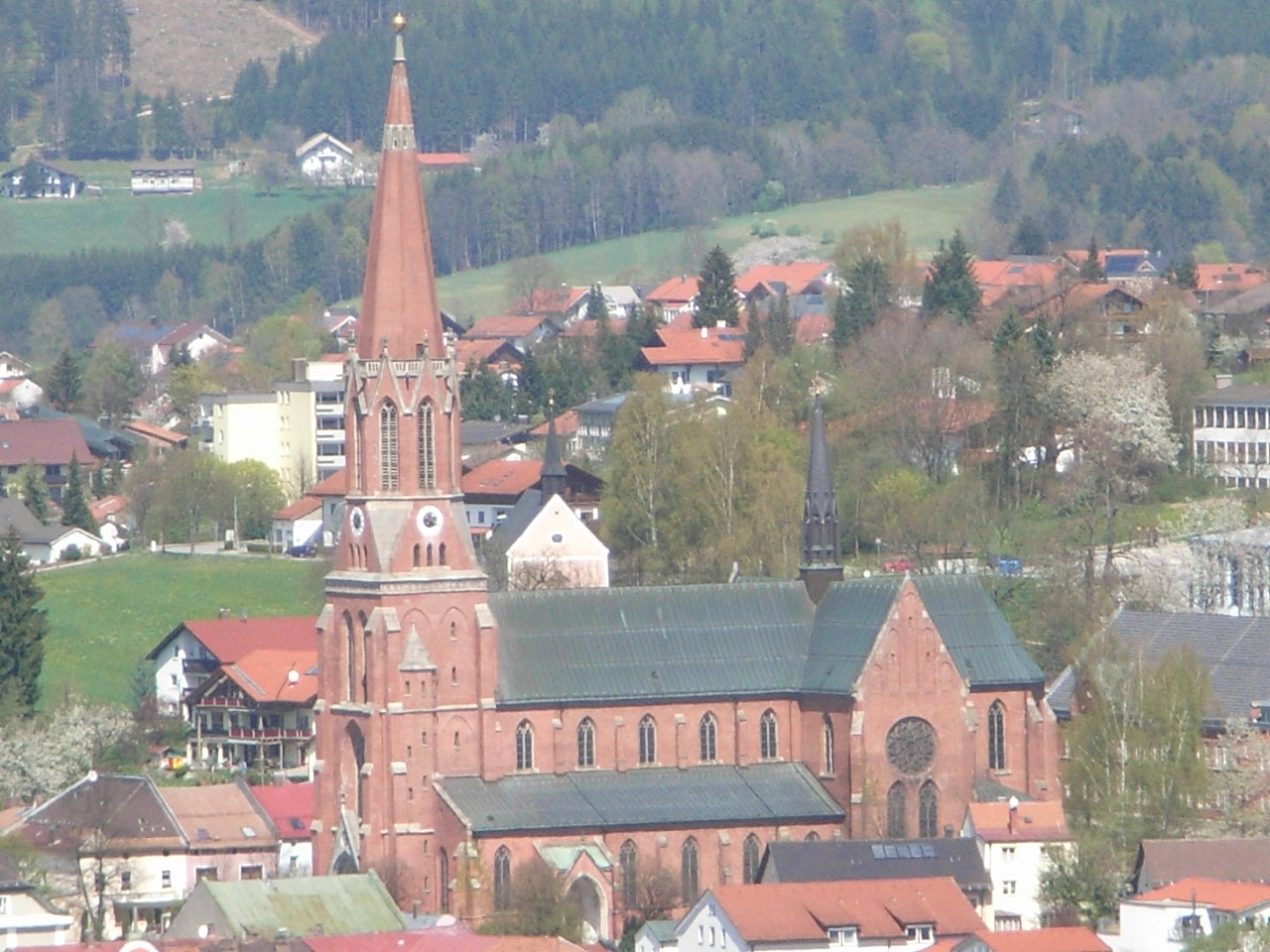
Die Stadtpfarrkirche St. Nikolaus

Die katholische Stadtpfarrkirche St. Nikolaus in Zwiesel ist ein neugotischer, aus Backstein errichteter dreischiffiger Kirchenbau mit einem Querschiff und Turm.

## Geschichte
Nach der Zerstörung der alten Pfarrkirche beim Stadtbrand von 1876 hatte man sich mit einer ab dem 14. Mai 1877 erbauten und am 4. Dezember 1877 eingeweihten hölzernen Notkirche beholfen. Um die enormen Geldmittel für den Neubau aufzubringen, wurde unter anderem eine „Kirchenbau-Geld-Lotterie“ ins Leben gerufen, bei der man 150.000 Lose zu zwei Mark verkaufte, was allein 200.000 Mark erbrachte. Am 16. Mai 1892 erfolgte der Baubeginn mit der feierlichen Grundsteinlegung. Am 30. Oktober 1896 wurde der erste Gottesdienst gefeiert und am 10. August 1898 erfolgte die Konsekration des Gotteshauses durch den Passauer Bischof Michael von Rampf.

## Merkmale

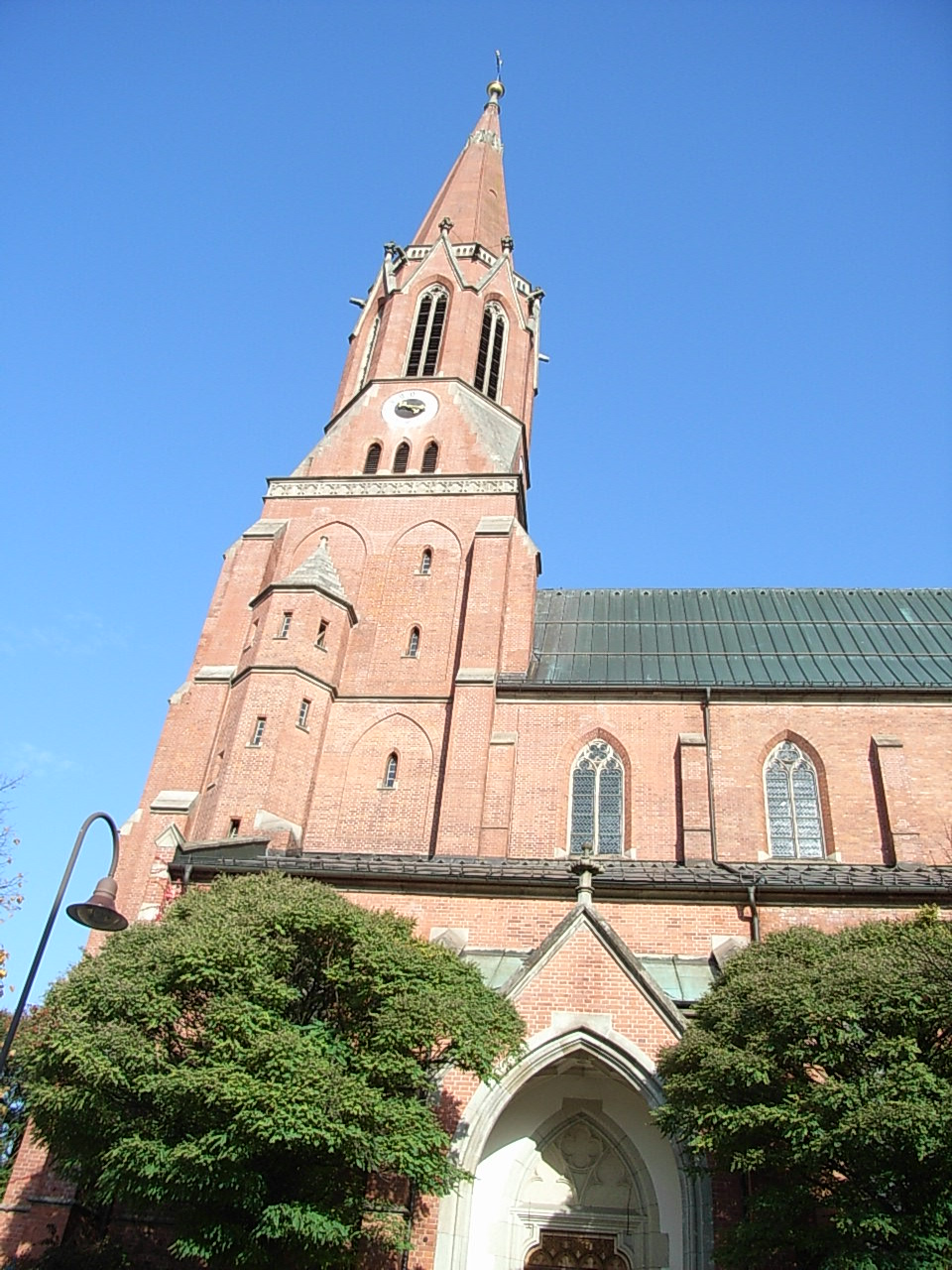
Der 86 m hohe Kirchturm

Besonders auffällig ist sein markanter 86 m hoher aus Backstein errichteter Kirchturm. Er ist der höchste Kirchturm des Bistums Passau und einer der höchsten Kirchtürme in Bayern. Die hochgewölbte dreischiffige Basilika aus Rohziegelmauerwerk mit Langhaus und Querschiff und dem vorgesetzten Westturm beeindruckt und wirkt durch ihren gewaltigen räumlichen Umfang. Sie wurde vom Münchner Architekten Johann Baptist Schott im Stil der mittelalterlichen Hochgotik, mit zwei niedrigeren Seitenschiffen und einem hohen Hauptschiff und einen Querschiff entworfen. Bei der Gesamtrenovierung von 1983 bis 1987 erhielt der gesamte neugotische Innenraum eine neue Farbgebung, die den Raumeindruck steigert und dadurch die architektonische und künstlerische Qualität des gesamten Gotteshauses zur vollen Entfaltung bringt. Die zentrale Mitte der Kirche ist der moderne Mittelaltar und der Ambo aus Ton-Keramik der auf einer Insel in der zentralen Mitte der Kirche steht, wo das Haupt- und das Querschiff zusammentreffen. Er wurde von dem Künstler Horst Fochler aus Ihrlerstein bei Kelheim geschaffen.

## Maße
- Länge:  70 Meter
- Breite: 23 Meter
- Höhe:   20 Meter
- Turm:   ca. 83 Meter

## Dom des Bayerwaldes
Als der Passauer Bischof Michael von Rampf am 10. August 1898 das Gotteshaus konsekrierte, soll er beim Einzug ausgerufen haben: „Das ist keine Pfarrkirche, das ist ein Dom“. Nicht nur wegen dieses Ausspruchs, sondern auch wegen ihres machtvollen Eindrucks wird die Kirche als „Dom des Bayerischen Waldes“ bezeichnet.

## Ausstattung

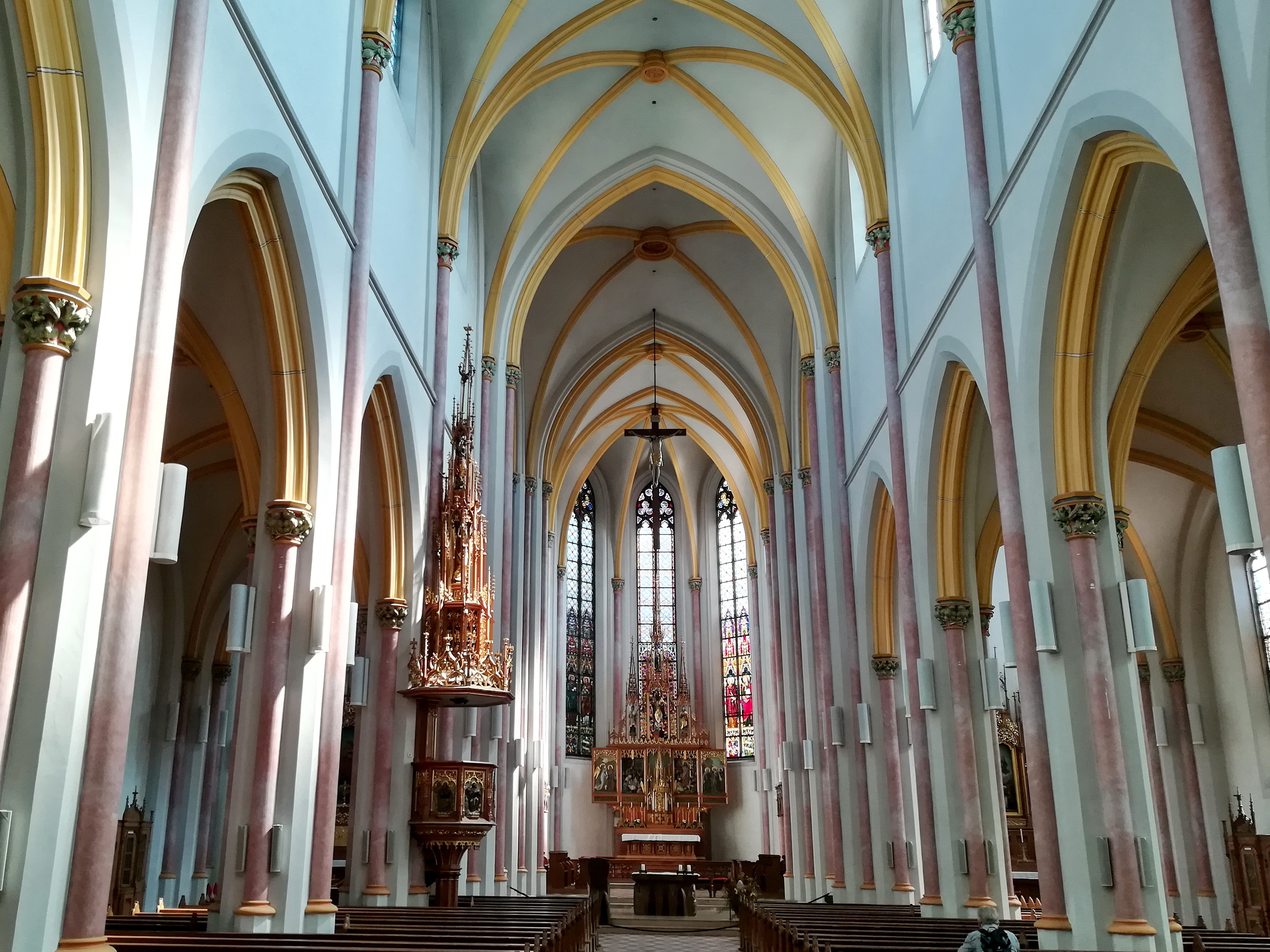
Stadtpfarrkirche St. Nikolaus: Innenraum

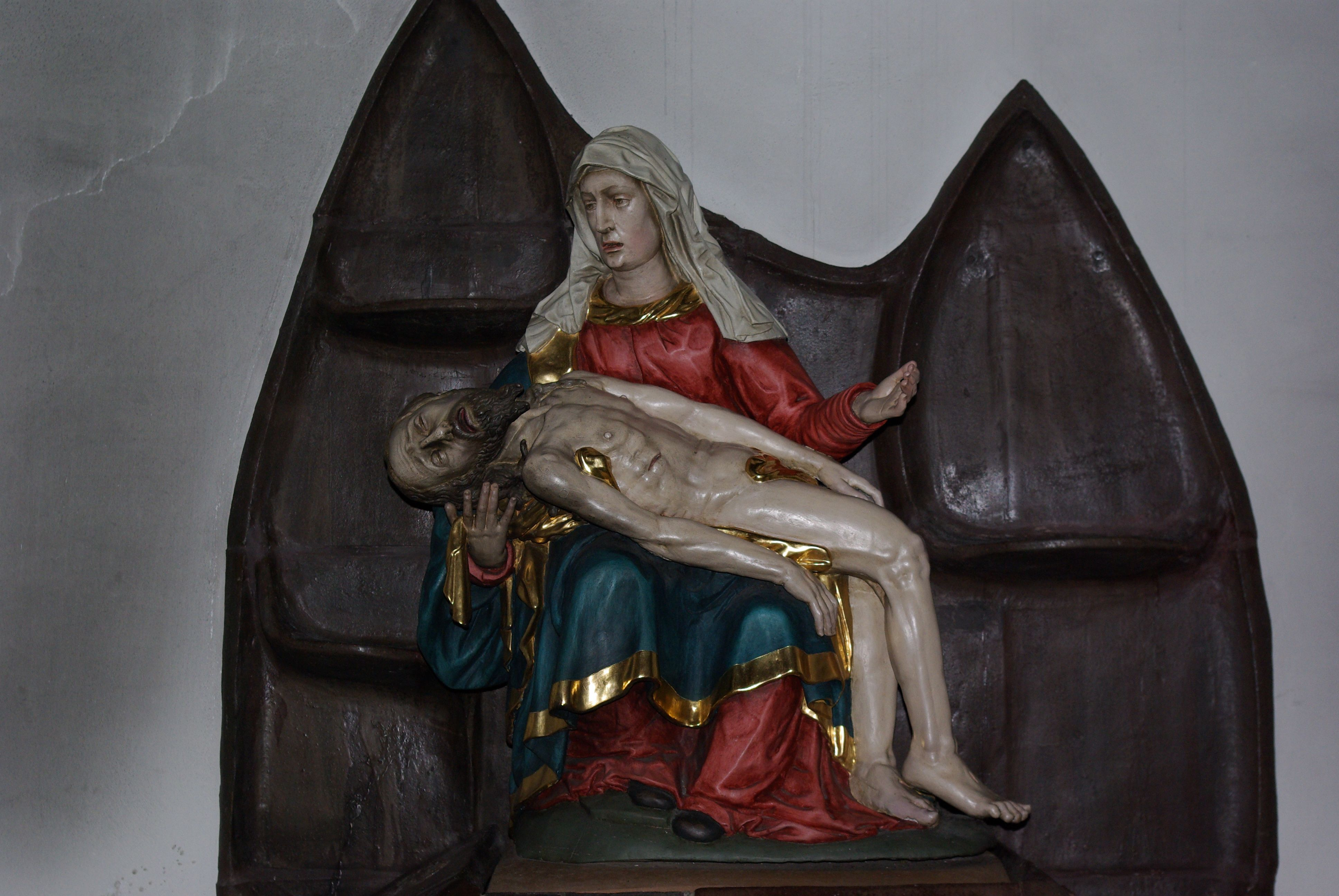
Pieta

Zu der Kirchenausstattung der Pfarrkirche gehören der neugotische Hochaltar, die Seitenaltäre, die Kanzel, der Kreuzweg und das gesamte Chorgestühl. Ebenfalls bemerkenswert sind die lebensgroße Statue des gefesselten Heilands, ein Werk des Augsburger Bildhauers Ehrgott Bernhard Bendl aus dem Jahr 1730 in der linken Seitenkapelle, und die Pietà, die ein unbekannter Meister aus dem Mondseegebiet um 1550 geschaffen hat, in der rechten Seitenkapelle. Die restliche Innenausstattung der Kirche ist ebenfalls im Stil der Neugotik erhalten.
Die Kirche verfügt über qualitätvolle Glasgemälde, die zwischen 1894 und 1913 durch verschiedene Stiftungen finanziert worden waren. Es handelt sich um Glasbilder der Münchner Richtung, die mit großflächigem bemaltem Glas statt mit Glasmosaiken arbeitete.

## Orgel

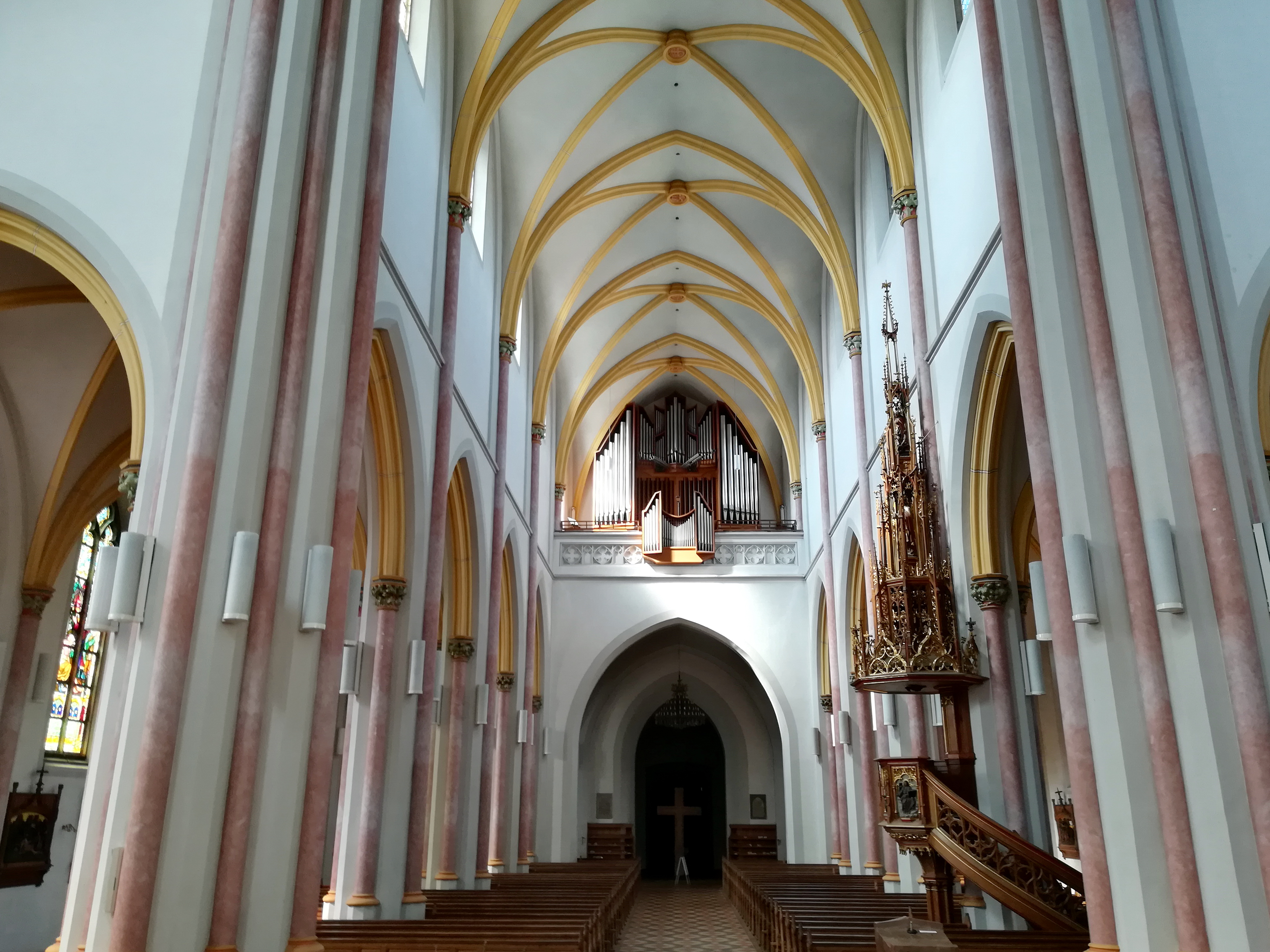
Stadtpfarrkirche St. Nikolaus: Empore mit Orgel

Das Gotteshaus besitzt eine dreimanualige Orgel mit 48 Registern. Ein italienisches Rückpositiv, ein französisches Schwellwerk und ein Hauptwerk mit spanischer Trompete ermöglichen es, nahezu jede Literatur stilgerecht zu interpretieren. Das Instrument wurde 1979 von der Passauer Orgelbaufirma Eisenbarth gebaut, wobei aus finanziellen Gründen zunächst nur zwei Manuale spielbar waren. Nach der Gesamtrenovierung der Stadtpfarrkirche wurde das dritte Manual (Rückpositiv) ausgebaut und die anderen Manuale um weitere Register ergänzt. Seit dieser Zeit haben namhafte Organisten aus aller Welt (unter anderem Odile Pierre, Guy Bovet und Jane Parker-Smith) bei den „Zwieseler Orgeltagen“ auf diesem Instrument konzertiert und der Orgel höchstes Lob gezollt. Nach dem Wegfall der finanziellen Unterstützung durch die Stadt Zwiesel wurden die „Zwieseler Orgeltage“ im Jahre 2005 eingestellt.
| I Rückpositiv C–g3 |                  |        |
| 1.                 | Principale       | 8′     |
| 2.                 | Voce umana       | 8′     |
| 3.                 | Bordone          | 8′     |
| 4.                 | Ottava di legno  | 4′     |
| 5.                 | Corno dolce      | 4′     |
| 6.                 | Duodecima        | 2 ⁄3′  |
| 7.                 | Quintadecima     | 2′     |
| 8.                 | Cornetta         | 1 3⁄5′ |
| 9.                 | Vigesima seconda | 1′     |
| 10.                | Cimbaletti IV    | 2⁄3′   |
| 11.                | Violoncello      | 16′    |
| 12.                | Tromboncini      | 8′     |
|                    | Tremulant        |        |

| II Hauptwerk C–g3 |                     |       |
| 13.               | Bourdon             | 16′   |
| 14.               | Prinzipal           | 8′    |
| 15.               | Holzflöte           | 8′    |
| 16.               | Spitzflöte          | 8′    |
| 17.               | Oktave              | 4′    |
| 18.               | Koppelflöte         | 4′    |
| 19.               | Superoktave         | 2′    |
| 20.               | Kornett V           | 8′    |
| 21.               | Mixtur VI           | 1 ⁄3′ |
| 22.               | Trompete            | 8′    |
| 23.               | Trompeta da batalla | 8′    |

| III Schwellwerk C–g3 |                      |        |
| 24.                  | Trichterprinzipal    | 8′     |
| 25.                  | Flute harmonique     | 8′     |
| 26.                  | Viola da Gamba       | 8′     |
| 27.                  | Voix celeste         | 8′     |
| 28.                  | Viole                | 4′     |
| 29.                  | Flute octaviante     | 4′     |
| 30.                  | Nazard               | 2 ⁄3′  |
| 31.                  | Tierce               | 1 3⁄5′ |
| 32.                  | Octavin              | 2′     |
| 33.                  | Larigot              | 1 ⁄3′  |
| 34.                  | Plein jeu V          | 2′     |
| 35.                  | Bombarde             | 16′    |
| 36.                  | Trompette harmonique | 8′     |
| 37.                  | Hautbois             | 8′     |
| 38.                  | Clairon              | 4′     |
|                      | Tremulant            |        |

| Pedal C–f1 |              |         |
| 39.        | Praestant    | 16′     |
| 40.        | Subbass      | 16′     |
| 41.        | Großquinte   | 10 2⁄3′ |
| 42.        | Octavbass    | 8′      |
| 43.        | Bassflöte    | 8′      |
| 44.        | Piffaro II   | 4′      |
| 45.        | Rohrpfeife   | 2′      |
| 46.        | Hintersatz V | 4′      |
| 47.        | Posaune      | 16′     |
| 48.        | Trompete     | 8′      |

- Koppeln: I/II, III/I, III/II, I/P, II/P, III/P,
- Spielhilfen: freie Kombinationen, Tutti, Absteller, Registercrescendo

## Glocken
| Glocke | Name               | Schlagton | Gewicht | Gießer              | Gussjahr |
| 1      | Gunther (Pummerin) | h0        | 2970 kg | Perner, Passau      | 1960     |
| 2      | Nikolaus           | d1        | 1350 kg | Perner, Passau      | 1953     |
| 3      | Maria              | e1        | 940 kg  | Perner, Passau      | 1953     |
| 4      | Florian            | fis1      | 600 kg  | Klaus, Heidingsfeld | 1897     |
| 5      | Johannes Baptist   | a1        | 405 kg  | Perner, Passau      | 1953     |